# Bobovje
Bobovje falu Horvátországban Krapina-Zagorje megyében. Közigazgatásilag Krapina községhez tartozik.

## Fekvése
Krapina központjától 2 km-re délre fekszik. Három részre Alsó (Donje) -, Felső (Gornje) - és Közép- (Srednje) Bobovjére oszlik.

## Története
A falunak 1857-ben 157, 1910-ben 219 lakosa volt. Trianonig Varasd vármegye Krapinai járásához tartozott. 2001-ben a falunak 497 lakosa volt.

## Nevezetességei
Itt működik a megye legnagyobb transzformátor állomása.

## Külső hivatkozások
Krapina város hivatalos oldala